# Самуил Берски и Негушки
Самуил (на гръцки: Σαμουήλ) е православен духовник, митрополит на Вселенската патриаршия.

## Биография
Самуил е роден на остров Родос в 1708 година. Мести се в Цариград, вероятно за да учи. Самуил заема митрополитския престол в Бер в 1746 година. Името му и разказ за живота му има в надпис над дясната врата на „Св. св. Петър и Павел“ в Бер. Името му се споменава и в надпис от 1750 година в църквата „Свети Николай“ в изоставеното село Горна Лужица.